# Comté de Hamilton (Ohio)
Pour les articles homonymes, voir Comté de Hamilton.
Le comté de Hamilton – en anglais : Hamilton County – est un des 88 comtés de l'État de l'Ohio, aux États-Unis.
Son siège est fixé à Cincinnati.

## Géographie
Selon les données du Bureau du recensement des États-Unis, le comté de Hamilton a une superficie de 1 069 km² (soit 413 mi²), dont 1 055 km² (soit 107 m²) en surfaces terrestres et 14 km² (soit 5 mi²) en surfaces aquatiques.

## Comtés limitrophes
- Comté de Butler, au nord
- Comté de Warren, au nord-est
- Comté de Clermont, à l'est
- Comté de Campbell, au sud-est, dans le Commonwealth du Kentucky
- Comté de Kenton, au sud, dans le Commonwealth du Kentucky
- Comté de Boone, au sud-ouest, dans le Commonwealth du Kentucky
- Comté de Dearborn, à l'ouest, dans l'État de l'Indiana

## Démographie
Le comté était peuplé, lors du recensement de 2000, de 845 303 habitants.